# Pacha
Pacha е франчайз клубно съдружие със седалище в Ибиса.
Първият Pacha клуб е бил открит в Sitges, извън Барселона, през 1967 г. Pacha обаче, е известен като един от двата топ клубове в град Ибиса (най-големия град на остров Ибиса), като другия е Ел Divino, който е разположен на няколко блока по-нататък от клуб Pacha.
Pacha Ибиса е заел 7 място в анкетата на най-популярните нощни клубове през 2009 г.